# TOS-1
TOS-1 (rusky ТОС-1 – тяжёлая огнемётная система, „ťažolaja ogněmjotnaja sistěma“) je sovětský 30-hlavňový (původní systém, Ob.634 nebo TOS-1M) nebo 24-hlavňový (Ob.634B nebo TOS-1A) raketomet a termobarická zbraň ráže 220 mm na podvozku tanku T-72.
TOS-1 byl navržen k likvidaci nepřátelského personálu v opevněních i otevřené krajině nebo lehce obrněných vozidlech. Prvních bojových testů se dočkal v letech 1988–1989 v pandžšírském údolí během války v Afghánistánu. Veřejnosti byl TOS-1 poprvé představen roku 1999 v Omsku.
V září roku 2015 ohlásila organizace OBSE přítomnost systému TOS-1, dodaného Ruskem, v řadách rebelů na východní Ukrajině.
V říjnu roku 2015 byl systém TOS-1 použit syrskou armádou proti povstalcům ve městě Hamá.
Během ruského útoku na Ukrajinu v roce 2022 byl tento typ mezi technikou nasazenou ruskými vojsky, a nejméně 1 kus TOS-1A byl ukořistěn ukrajinskou armádou.

## Popis

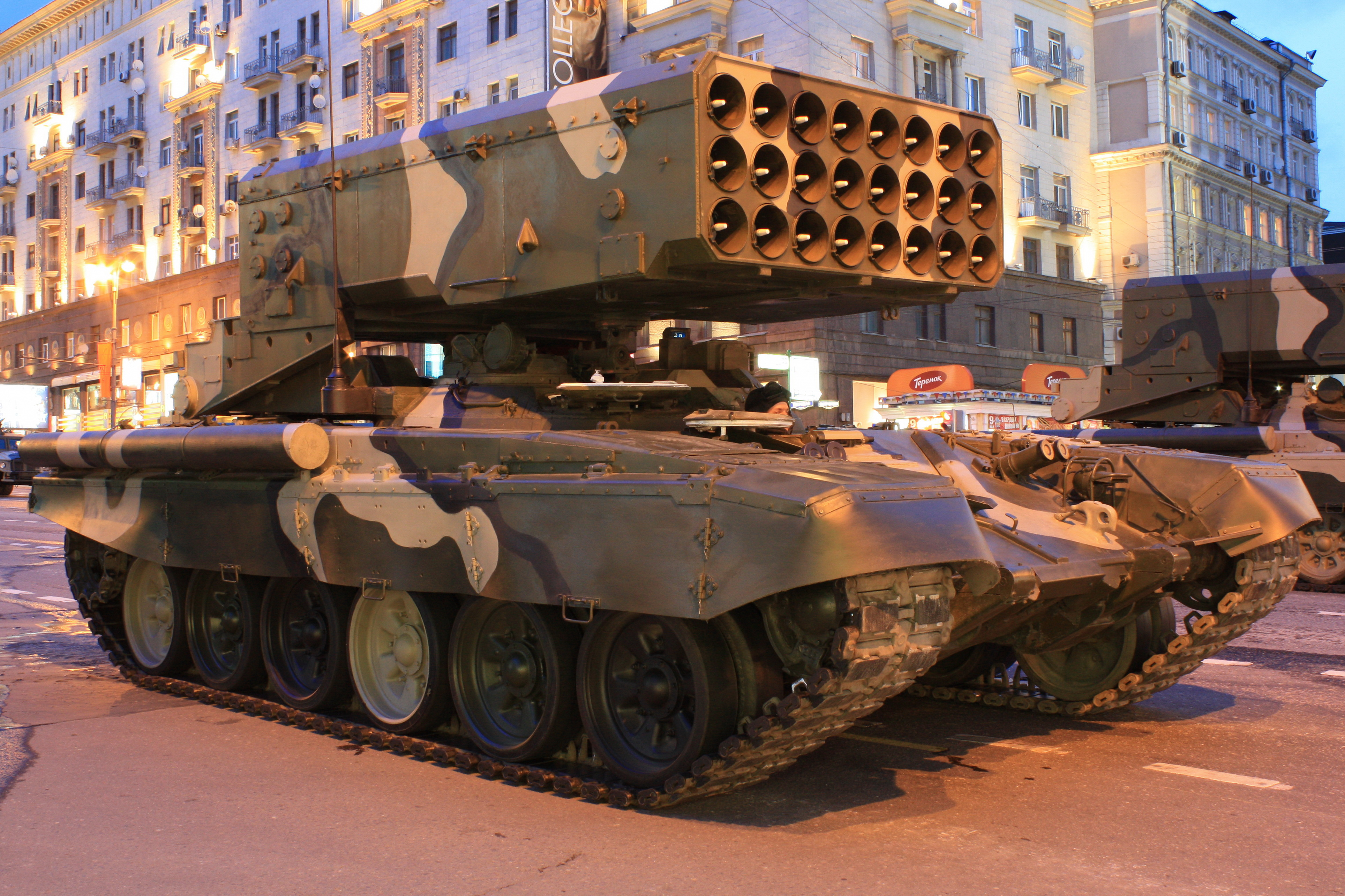
Ruský TOS-1A

TOS-1 Buratino je postaven na osvědčeném podvozku tanku T-72, na kterém je nainstalované odpalovací zařízení pro 30 raket ráže 220 mm. Rakety jsou vybaveny termobarickou hlavicí o hmotnosti 100 kg. Hlavici tvoří dvě nálože a hořlavá náplň. První nálož, která exploduje v předem určené výšce, rozptýlí hořlavou hmotu do okolí, kde společně se vzduchem vytvoří vysoce explozivní aerosolový mrak. Ve zlomku sekundy další nálož vzniklou směs iniciuje, čímž dojde k explozi, která má výrazně vyšší energii, než klasické trhaviny. Vzniká tak mohutná tlaková vlna s obrovskou ničivou silou. Celý ničivý efekt je umocněn podtlakem vzduchu, který se tvoří za tlakovou vlnou v důsledku prudkého ochlazení horkých plynů. Raketomet tak dokáže zničit až 8 budov najednou [zdroj?] a účinně pokrýt plochu několika ha. Kromě samotného ničivého účinku dochází při použití této zbraně i k silnému psychologickému efektu na napadené jednotky.
Bojové vozidlo BM-1, na kterém je nainstalovaný raketový systém, má hmotnost 45,3 t. Je dlouhé 9,5 m a široké 3,6 m. Jeho posádku tvoří 3 muži - velitel, střelec, řidič. BM-1 pohání vznětový motor V-84 o výkonu 630 kW (840 koňských sil). Vozidlo dokáže vyvinout rychlost až 60 km/h a na jedno natankování přejde do 550 km. Zbraň je schopna vystřelit na cíl 30 raket za 15 sekund a dosah zbraně činí 500-3 500 m.
Kromě vozidla BM-1 a samotných raket se systém TOS-1 skládá ještě ze dvou přepravně-nakládacích vozů TZM-T, které jsou postaveny také na podvozku tanku.
V roce 2001 byla vyvinuta nová verze TOS-1A Solncepjok s vylepšeným balistickým počítačem a palebným dosahem 6 000 m. Počet raket na spouštěcího zařízení byl snížen z 30 na 24. Odpalovací zařízení je chráněno pancéřováním, které odolá munici ráže 7,62 mm ze vzdálenosti od 620 m. Čas, který uplyne od zastavení vozidla až po bojovou připravenost k palbě, je 90 sekund. Rakety jsou následně vystřelovány každou 0,5 sekundu. To znamená, že při odpalování raket jednotlivě proběhne celá salva za 12 sekund a při střelbě v párech je všech 24 raket vystřelených do 6 vteřin.

## Uživatelé

Mapa uživatelů TOS-1 modře

### Současní
- Alžírsko – 52[6][7][8]
- Ázerbájdžán – 36[9][10][11]
- Arménie – součást rusko-arménských zbrojních obchodů[12]
- Irák – 12[13][14]
- Kazachstán – 3[15]
- Rusko – ~45 + TOS-1A,[16][17][18][19][20][21] nejméně 30 bylo ztraceno v bojích rusko-ukrajinské války.[3]
- Saúdská Arábie: saúdské pozemní jednotky.[22][23] Licence na výrobu TOS-1A byla Saúdské Arábii udělena v roce 2017.[24][25]
- Sýrie – 8+[26]
- Ukrajina – nejméně 1 ukořistěný exemplář[27]

### Bývalí
- Novorusko – 1. OBSE v září 2015 informovala, že TOS-1 byl spatřen v výcvikovém prostoru povstalců na východní Ukrajině[1]
- Sovětský svaz – přešly na nástupnické země